# كيا سورنتو
كيا سيورنتو من أنتاج شركه كيا موتورز الكورية، من أقوى السيارات تحمل ونالت جوائز كثيره في الأمان والسلامة وثبات وقوه في طرق ومرغوبة بكثره في جميع أنحاء العالم وهي من أشهر السيارات ومن ضمن عشره سيارات في مراتب الأولى.

## مواصفات السيارة
|                                                              |                                                 |
| الأبعاد (mm)                                                 |                                                 |
| الطول الإجمالي                                               | 4,780                                           |
| العرض الإجمالي                                               | 1,890                                           |
| الارتفاع الإجمالي                                            | 1,685 (بدون رف سقف) 1,690 (مع رف سقف)           |
| قاعدة العجلات                                                | 2,780                                           |
| قاعدة العجلة (الأمام/الخلف)                                  | 17“ : 1,633 / 1,644 18“, 19“ : 1,628 / 1,639    |
| البروز (الأمام/الخلف)                                        | 945 / 1,055                                     |
| مساحة الرأس (الأول / الثاني / الثالث)                        | 1,004 / 998 / 920 (بدون فتحة السقف البانورامية) |
| مساحة القدم (الأول / الثاني / الثالث)                        | 1,048 / 1,000 / 805                             |
| مساحة الكتف (الأول / الثاني / الثالث)                        | 1,500 / 1,472 / 1,342                           |
| المساحة بين سطح الدعم وأدنى نقطة من الجزء المركزي من السيارة | 185                                             |
| سعة خزان الوقود (ل)                                          | 56.97                                           |

| المحرك                      |                       |                     |
| --------------------------- | --------------------- | ------------------- |
|                             | Theta 2.4L petrol MPI | Theta 2.2L diesel   |
| الإزاحة (سم مكعب)           | 2,359                 | 2,199               |
| القوة القصوى (ps/rpm)       | 188 / 140 @ 6,000     | 200 ps /147 @ 3,800 |
| العزم الأقصى (kg • m / rpm) | 24 / 241 @ 4,000      | 45 / 441 @ 2,750    |

المحرك الثاني من كيا سورينتو 2016 يأتي من ست اسطوانات V6 3.3L يولد قوه 266 حصان وعزم دوران 318 نيوتن متر وتتسارع السيارة من 0 إلى 100/kmh في 8.7 ثانيه

## الجيل الرابع من السيارة (MQ4; 2020)
تم الكشف رسمياً عن الجيل الرابع من سورينتو من خلال سلسلة من الصور في 17 فبراير 2020. كان من المفترض أن يتم الكشف عن نسخة الإنتاج في معرض جنيف للسيارات في مارس 2020 ، ولكن تم إلغاؤها بسبب تفشي فيروس كورونا المستجد.
تتميز سيارة سورينتو المحدثة بتصميم أكبر مع قاعدة عجلات ممتدة (35 ملم أطول) بينما يتم تمديد الطول الإجمالي للسيارة  مقارنة بالجيل السابق بمقدار 10 ملم (0.4 بوصة). هناك خياران للمحرك: محرك هجين (محرك رباعي الأسطوانات سعة 1.6 لتر ومحرك كهربائي أحادي ، بقوة 227 حصان (230 حصان ، 169 كيلو واط) و 258 رطل قدم (350 نيوتن متر ؛ 35.7 كجم متر مكعب) من عزم الدوران)

ومحرك تقليدي يعمل بالبنزين فقط (محرك رباعي الأسطوانات سعة 2.5 لتر مزود بشاحن توربيني ، متطابق مع ناقل حركة أوتوماتيكي ثنائي القابض من 8 سرعات ، بقوة 281 حصان (285 حصان ، 210 كيلو واط) و 311 رطل قدم (422 نيوتن) ⋅m ؛ 43.0 kg⋅m). كما يتم التخطيط لتنويع هجين إضافي وخيارات محرك بنزين إضافية ، جنبًا إلى جنب مع نظام فرامل متعددة الاصطدامات وهاتف يتحكم عن بعد بشاشة العرض المحيطي.

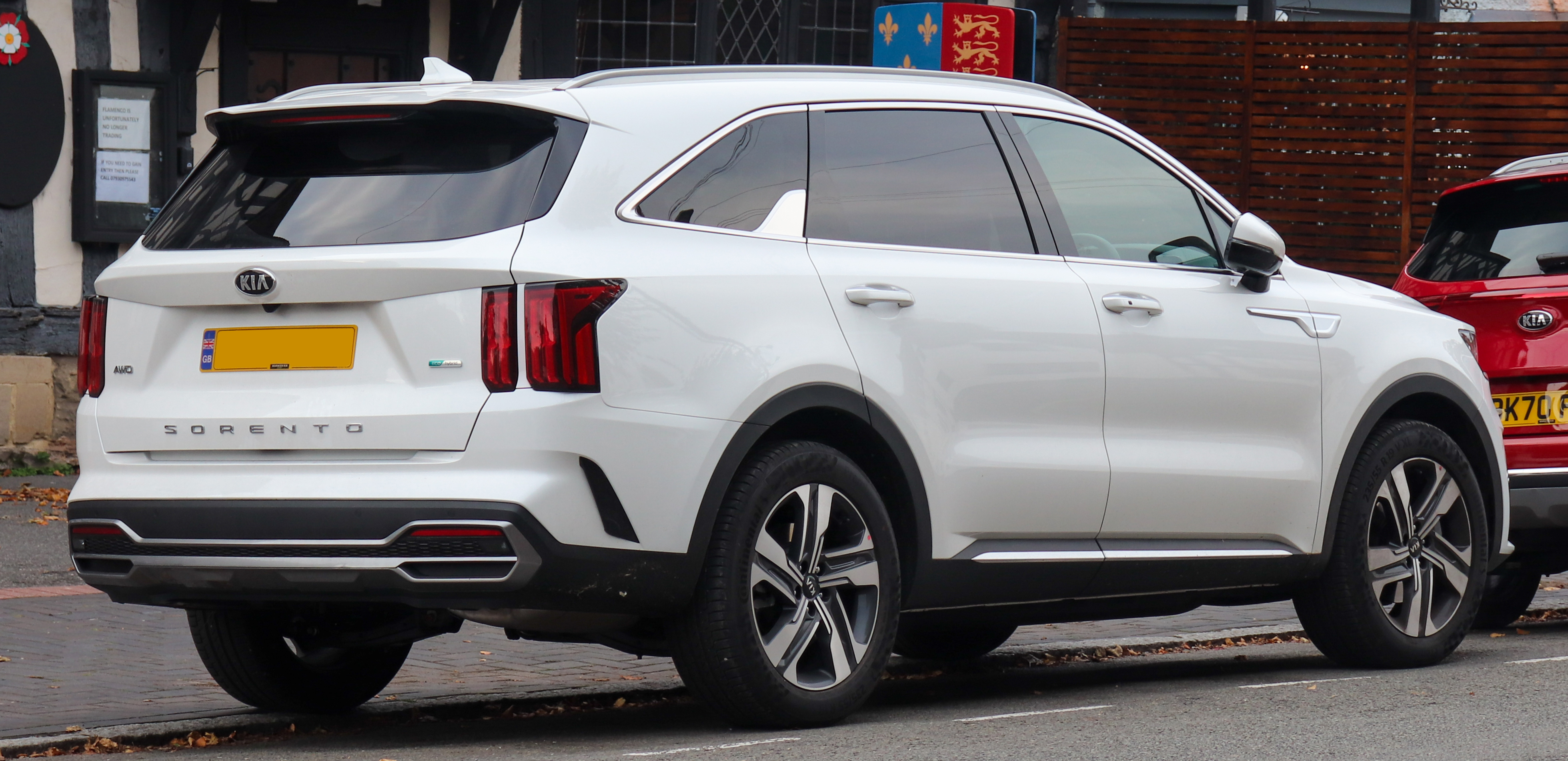
(المملكة المتحدة) 2020 Kia Sorento HEV
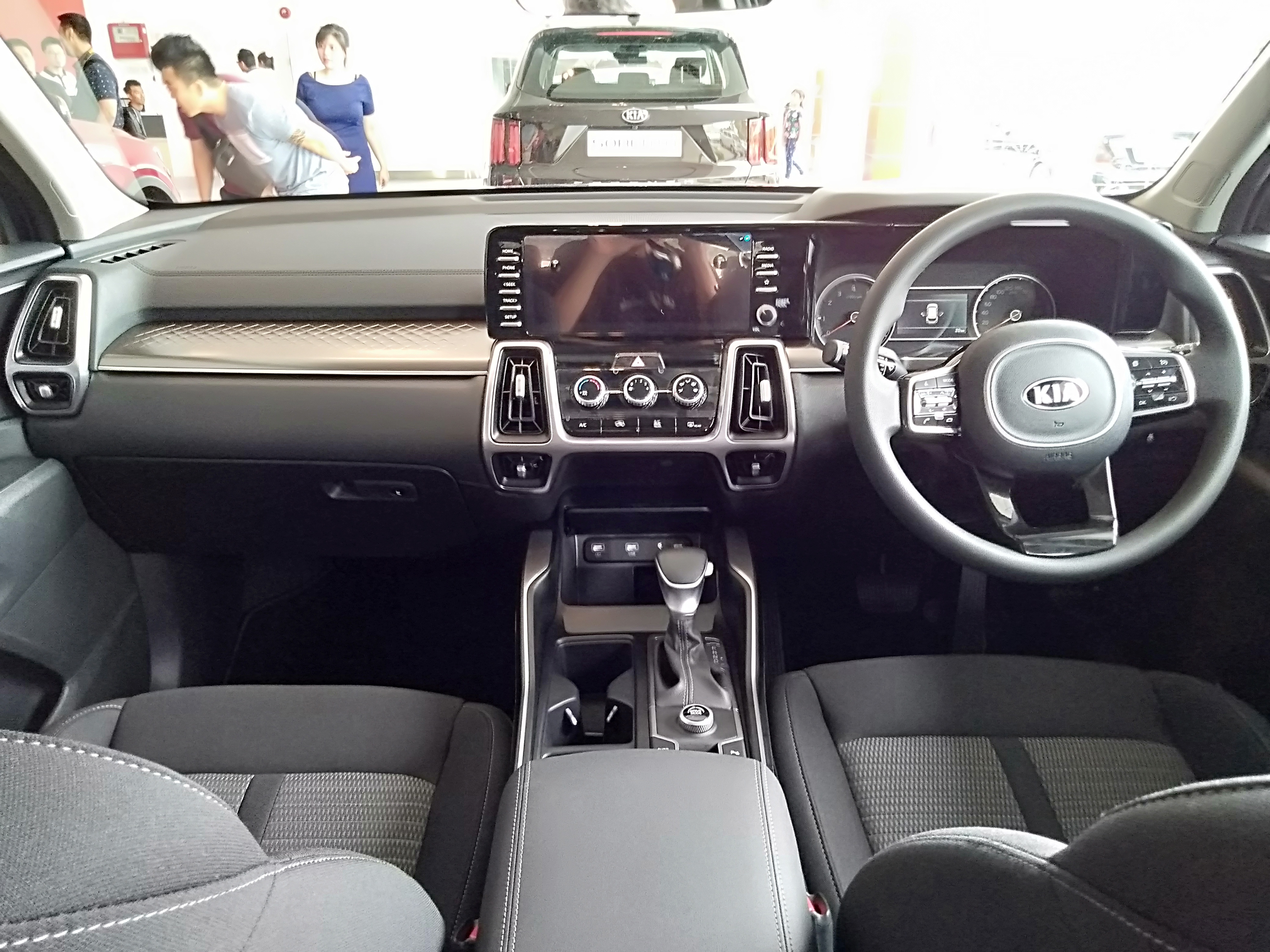
نظرة داخلية

### الأسواق

#### أمريكا الشمالية
في 22 سبتمبر 2020 ، ظهر الجيل الرابع من كيا سورينتو رسميًا لأول مرة في أمريكا الشمالية. تم تقديمه في عدة مستويات مختلفة من القطع: LX و S و EX و SX و SX Prestige و SX Prestige X-Line.
يتم تشغيل طرازي LX و S بواسطة محرك بنزين Smartstream بسعة 2.5 لتر و 4 أسطوانات بسعة 2.5 لتر ينتج 191 حصان (194 حصان ، 142 كيلو واط) ، بينما تستخدم موديلات EX و SX و SX Prestige و SX Prestige X-Line 2.5- محرك البنزين Smartstream 4 أسطوانات مع شاحن توربيني ليتر ينتج 281 حصان (285 حصان ، 210 كيلو واط). تستخدم سورينتو في جميع أنحاء أمريكا الشمالية ناقل حركة أوتوماتيكي بـ 8 سرعات ، على الرغم من أن الطرازات المجهزة بمحرك توربو سعة 2.5 لتر تستخدم ناقل حركة مزدوج القابض (DCT) ، وهو أيضًا بـ 8 سرعات. توفرت طرازات سورينتو الهجينة بعد الإطلاق الأولي في أواخر عام 2020. ولم يعد محرك V6 متوفرًا.
ستواصل كيا بناء سورينتو ذات النوع الذي أطلق في سوق أمريكا الشمالية، في مصنع التجميع الخاص بها في ويست بوينت، جورجيا، الولايات المتحدة. تشتمل جميع الطرازات على نظام الدفع بالعجلات الأمامية، باستثناء طراز SX Prestige X-Line ، والذي يتضمن طرازات الدفع الرباعي القياسي والنماذج الهجينة.  في سوق أمريكا الشمالية 2021 بالكامل، ستتميز سورينتو بثلاثة صفوف من المقاعد، مع مستويات أعلى للتقليم تتميز بمقاعد قبطان للصف الثاني بدلاً من مقاعد الصف الثاني الخلفية القياسية.

## المبيعات
| السنوات | الولايات المتحدة الأمريكية | كندا   | كوريا الجنوبية | العالم  |
| ------- | -------------------------- | ------ | -------------- | ------- |
| 2002    | 8,451                      |        | 52,963         |         |
| 2003    | 40,787                     |        | 68,051         |         |
| 2004    | 52,878                     |        | 48,082         |         |
| 2005    | 47,610                     |        | 29,521         |         |
| 2006    | 50,672                     |        | 21,589         |         |
| 2007    | 36,300                     |        | 11,963         |         |
| 2008    | 29,699                     |        | 6,137          |         |
| 2009    | 24,460                     |        | 1,039          |         |
| 2010    | 108,984                    |        | 42,480         |         |
| 2011    | 130,235                    |        | 40,602         |         |
| 2012    | 119,597                    | 14,031 | 35,002         | 219,154 |
| 2013    | 105,649                    | 14,542 | 29,168         |         |
| 2014    | 102,520                    | 13,982 | 38,126         |         |
| 2015    | 116,249                    | 14,372 | 77,767         |         |
| 2016    | 114,733                    | 15,466 | 80,715         |         |
| 2017    | 99,684                     | 14,181 | 78,458         |         |
| 2018    | 107,846                    | 15,579 | 67,200         |         |
| 2019    | 95,951                     | 16,054 | 52,325         |         |
| 2020    | 74,677                     | 11,821 | 82,275         |         |